# Jan Idzikowski

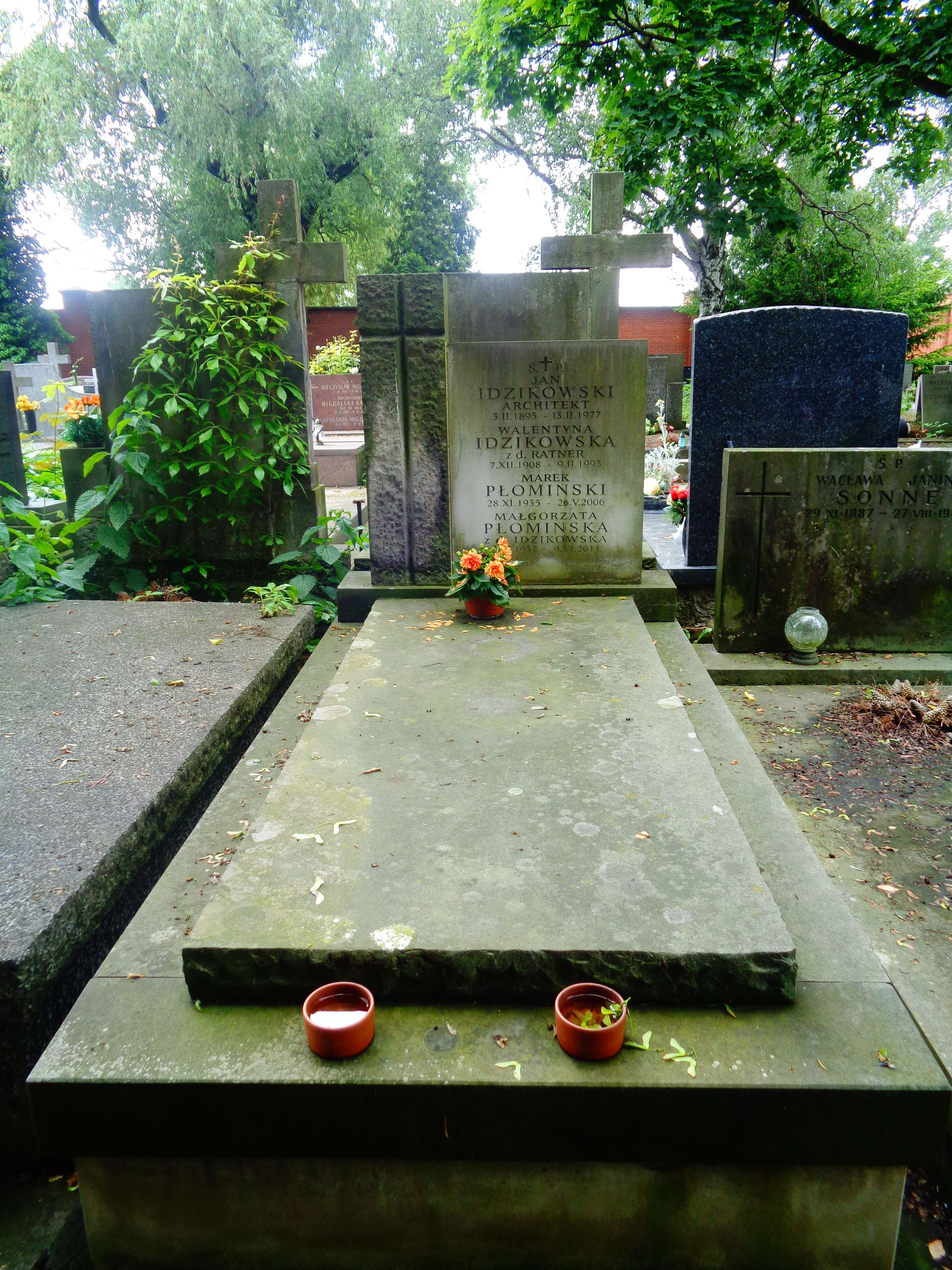
Grób Jana Idzikowskiego na cmentarzu Powązkowskim

Jan Idzikowski (ur. 1895 w Łowiczu, zm. 13 lutego 1977 w Warszawie) – polski architekt, konserwator zabytków.

## Życiorys
W 1924 ukończył studia na Wydziale Architektury Politechniki Warszawskiej, jego promotorem był Stanisław Noakowski. 
Pracował przy konserwacji Zamku Królewskiego i Pałacu Na Wyspie w Łazienkach Królewskich, a następnie w warszawskich biurach projektowych. Uczestnik kampanii wrześniowej. Od 1945 projektant w Biurze Odbudowy Stolicy, od 1946 członek warszawskiego oddziału SARP. Według jego projektów odbudowano kamieniczki na Rynku Starego Miasta na stronie Barssa, zabudowę ulicy Kapitulnej i kamienice na Krakowskim Przedmieściu. W następnych latach pracował w biurze architektonicznym Miastoprojekt Stolica-Wschód oraz w Wojewódzkim Biurze Projektów. Wieloletni członek Towarzystwa Przyjaciół Warszawy. 
Został pochowany na cmentarzu Powązkowskim w Warszawie (kwatera 138-5-15).

## Projekty (m.in.)
- dom Spółdzielni Mieszkaniowo-Budowlanej „Nowe Zjednoczenie”, ul. Dobra 22/24, Warszawa (1936–1937);
- odbudowa kamieniczek na stronie Barsa Rynku Starego Miasta w Warszawie;
- odbudowa ul. Kapitulnej w Warszawie.

## Ordery i odznaczenia
- Złoty Krzyż Zasługi
- Złota Odznaka Odbudowy Warszawy